# Lijst van voetbalinterlands Japan - Kazachstan
Deze lijst van voetbalinterlands is een overzicht van alle officiële voetbalwedstrijden tussen de nationale teams van Japan en Kazachstan. De landen speelden tot op heden drie keer tegen elkaar. De eerste ontmoeting, een kwalificatiewedstrijd voor het Wereldkampioenschap voetbal 1998, werd gespeeld in Almaty op 4 oktober 1997. Het laatste duel, een vriendschappelijke wedstrijd, vond plaats op 29 januari 2005 in Yokohama.

## Wedstrijden
| № | Plaats   | Datum           | Competitie           | Wedstrijd          | Uitslag |
| - | -------- | --------------- | -------------------- | ------------------ | ------- |
| 1 | Almaty   | 4 oktober 1997  | WK 1998 kwalificatie | Kazachstan – Japan | 1 – 1   |
| 2 | Tokio    | 8 november 1997 | WK 1998 kwalificatie | Japan – Kazachstan | 5 – 1   |
| 3 | Yokohama | 29 januari 2005 | Vriendschappelijk    | Japan – Kazachstan | 4 – 0   |

## Samenvatting
| Competitie        | Totaal gespeeld | Winst Japan | Gelijk | Winst Kazachstan | Doelsaldo Japan – Kazachstan |
| ----------------- | --------------- | ----------- | ------ | ---------------- | ---------------------------- |
| WK-kwalificatie   | 2               | 1           | 1      | 0                | 6 − 2                        |
| Vriendschappelijk | 1               | 1           | 0      | 0                | 4 − 0                        |
| Totaal            | 3               | 2           | 1      | 0                | 10 − 2                       |

## Details

### Eerste ontmoeting
| WK 1998 kwalificatie (Almaty, Kazachstan, 4 oktober 1997): |              | |
| Kazachstan | 1 – 1        | Japan |
| Viktor Zoebarev 90+2' | goals        | 23' Yutaka Akita |
| Serik Berdalin | bondscoach   | Shu Kamo |
| Oleg Voskoboinikov Oirat Saduov Vitali Sparyshev Alevtin Ossipov Sergei Timofeev Ruslan Baltev Konstantin Kotov 72' Ivan Popov 62' Oleg Litvinenko 58' Alexander Familtsev Viktor Zoebarev | opstellingen | Yoshikatsu Kawaguchi Akira Narahashi Naoki Soma Masami Ihara Norio Omura Yutaka Akita Motohiro Yamaguchi 84' Hiroshi Nanami Wagner Lopes Kazuyoshi Miura Hidetoshi Nakata |
| Vladimir Loginov 58' Pavel Evteev 62' Evgeni Sveshnikov 72' | wissels      | 84' Yasuto Honda |
| | gele kaarten | 67' Yutaka Akita 75' Norio Omura |

### Derde ontmoeting
| Vriendschappelijk (Yokohama, Japan, 29 januari 2005): |              | |
| Japan | 4 – 0        | Kazachstan |
| Keiji Tamada 5' Naoki Matsuda 11' Alessandro Santos 24' Keiji Tamada 60' | goals        | |
| Zico | bondscoach   | Sergei Timofeev |
| Yoshikatsu Kawaguchi Makoto Tanaka 88' Naoki Matsuda Alessandro Santos Yuji Nakazawa Akira Kaji Takashi Fukunishi 46' Mitsuo Ogasawara Yasuhito Endo 88' Takayuki Suzuki 77' Keiji Tamada 88' | opstellingen | Alexandr Mokin Dmitry Lyapkin Igor Avdeev 46' Samat Smakov 46' Igor Soloshenko 54' Kairat Utabaev Anton Chichulin 46' Dias Kamelov Maksat Baizhanov 46' Sergey Larin 73' Maksim Shevchenko |
| Yuki Abe 46' Yoshito Okubo 77' Keisuke Tsuboi 88' Masashi Motoyama 88' Toshiya Fujita 88' | wissels      | 46' Denis Rodionov 46' Egor Azovsky 46' Maksim Zhalmagambetov 46' Maksim Asovskin 54' Piraly Aliev 73' Renat Dubinski                                                                      |
| | gele kaarten | 30' Igor Soloshenko 35' Dias Kamelov 90+2' Anton Chichulin |

JFA · A-Internationals · Selecties · Bondscoaches · Statistieken · Olympisch elftal · Japans vrouwenelftal · Japan U21 · Japan U20 · Japan U19 · Japan U18 · Japan U17
1910 – 1949 · 
1950 – 1959 · 
1960 – 1969 · 
1970 – 1979 · 
1980 – 1989 · 
1990 – 1999 · 
2000 – 2009 · 
2010 – 2019 · 
2020 – 2029
CC 1995 · 
CC 2001 · 
CC 2003 · 
CC 2005
WK 1998 · 
WK 2002 · 
WK 2006 · 
WK 2010 · 
WK 2014 · 
WK 2018
OS 1936 · 
OS 1956 ·
OS 1964 · 
OS 1968 · 
OS 1996 ·
OS 2000 ·
OS 2004 ·
OS 2008 ·
OS 2012 ·
OS 2016 ·
OS 2020
1917 · 
1918 · 1919 · 
1921 · 
1922 · 
1923 · 
1924 · 
1925 · 
1926 · 
1927 · 
1928 · 1929 · 
1930 · 
1931 · 1932 · 1933 · 
1934 · 
1935 · 
1936 · 
1937 · 1938 · 
1939 · 
1940 · 
1941 · 
1942 · 
1943 – 1950 · 
1951 · 
1952 · 1953 · 
1954 · 
1955 · 
1956 · 
1957 · 
1958 · 
1959 · 
1960 · 
1961 · 
1962 · 
1963 · 
1964 · 
1965 · 
1966 · 
1967 · 
1968 · 
1969 · 
1970 · 
1971 · 
1972 · 
1973 · 
1974 · 
1975 · 
1976 · 
1977 · 
1978 · 
1979 · 
1980 · 
1981 · 
1982 · 
1983 · 
1984 · 
1985 · 
1986 · 
1987 · 
1988 · 
1989 · 
1990 · 
1991 · 
1992 · 
1993 · 
1994 · 
1995 · 
1996 · 
1997 · 
1998 · 
1999 · 
2000 · 
2001 · 
2002 · 
2003 · 
2004 · 
2005 · 
2006 · 
2007 · 
2008 · 
2009 · 
2010 · 
2011 · 
2012 · 
2013 · 
2014 · 
2015 ·
2016 ·
2017 ·
2018 ·
2019 ·
2020 ·
2021 ·
2022
Afghanistan ·
Angola ·
Argentinië ·
Australië ·
Azerbeidzjan · 
Bahrein ·
Bangladesh ·
België ·
Bolivia ·
Bosnië en Herzegovina ·
Brazilië ·
Brunei ·
Bulgarije ·
Cambodja ·
Canada ·
Chili ·
China ·
Colombia ·
Costa Rica ·
Cyprus ·
Denemarken ·
Duitsland ·
Ecuador ·
Egypte ·
El Salvador ·
Engeland ·
Filipijnen ·
Finland ·
Frankrijk ·
Ghana ·
Griekenland ·
Guatemala ·
Haïti ·
Honduras ·
Hongarije ·
Hongkong ·
IJsland ·
India ·
Indonesië ·
Irak ·
Iran ·
Israël ·
Italië ·
Ivoorkust ·
Jamaica ·
Jemen ·
Joegoslavië ·
Jordanië ·
Kameroen ·
Kazachstan ·
Kirgizië ·
Koeweit ·
Kroatië ·
Letland ·
Luxemburg ·
Macau ·
Maleisië ·
Mali ·
Malta ·
Mexico ·
Mongolië ·
Montenegro ·
Myanmar ·
Nederland ·
Nepal ·
Nieuw-Zeeland ·
Nigeria ·
Noord-Korea ·
Noorwegen ·
Oekraïne ·
Oezbekistan ·
Oman ·
Oostenrijk ·
Pakistan ·
Palestina ·
Panama ·
Paraguay ·
Peru ·
Polen ·
Qatar ·
Roemenië ·
Rusland ·
Saoedi-Arabië ·
Schotland ·
Senegal ·
Servië ·
Servië en Montenegro ·
Singapore ·
Slowakije ·
Sovjet-Unie ·
Spanje ·
Sri Lanka ·
Syrië ·
Tadzjikistan ·
Taiwan ·
Thailand ·
Togo ·
Trinidad en Tobago ·
Tsjechië ·
Tunesië ·
Turkije ·
Turkmenistan ·
Uruguay ·
Venezuela ·
Verenigde Arabische Emiraten ·
Verenigde Staten ·
Vietnam ·
Wales ·
Wit-Rusland ·
Zambia ·
Zuid-Afrika ·
Zuid-Jemen ·
Zuid-Korea ·
Zuid-Vietnam ·
Zweden ·
Zwitserland
Australië (2006) · 
Brazilië (2006) · 
België (2018) · 
Colombia (2014) · 
Colombia (2018) ·
Denemarken (2010) ·
Duitsland (2022) · 
Frankrijk (2001) · 
Griekenland (2014) · 
Ivoorkust (2014) · 
Kameroen (2010) · 
Kroatië (2006) · 
Nederland (2010) ·
Polen (2018) ·
Senegal (2018) ·
Spanje (2022)
KFF · A-internationals · Bondscoaches · Statistieken · Kazachs vrouwenelftal · Olympisch elftal · Kazachstan U21 · Kazachstan U20 · Kazachstan U19 · Kazachstan U18 · Kazachstan U17
1992 – 1999 · 2000 – 2009 · 2010 – 2019 · 2020 – 2029
1992 · 1993 · 1994 · 1995 · 1996 · 1997 · 1998 · 1999 · 2000 · 2001 · 2002 · 2003 · 2004 · 2005 · 2006 · 2007 · 2008 · 2009 · 2010 · 2011 · 2012 · 2013 · 2014 · 2015 · 2016 · 2017 · 2018 · 2019 · 2020 · 2021 · 2022 · 2023 ·
2024 · 2025
Albanië ·
Andorra ·
Armenië ·
Azerbeidzjan ·
Bahrein ·
België ·
Bosnië en Herzegovina ·
Bulgarije ·
Burkina Faso ·
China ·
Curaçao ·
Cyprus ·
Denemarken ·
Duitsland ·
Engeland ·
Estland ·
Faeröer ·
Finland ·
Frankrijk ·
Georgië ·
Griekenland ·
Hongarije · 
Ierland ·
IJsland ·
Irak ·
Iran ·
Japan ·
Jordanië ·
Kirgizië ·
Koeweit ·
Kroatië ·
Laos ·
Letland ·
Libanon ·
Libië ·
Liechtenstein ·
Litouwen ·
Litouwen ·
Luxemburg ·
Malta ·
Moldavië ·
Montenegro ·
Nederland ·
Nepal ·
Noord-Ierland ·
Noord-Korea ·
Noord-Macedonië ·
Noorwegen ·
Oekraïne ·
Oezbekistan ·
Oman ·
Oostenrijk ·
Pakistan ·
Palestina ·
Polen ·
Portugal ·
Qatar ·
Roemenië ·  
Rusland ·
San Marino ·
Saoedi-Arabië ·
Schotland ·
Servië ·
Singapore ·
Slovenië ·
Slowakije ·
Syrië ·
Tadzjikistan ·
Thailand ·
Tsjechië ·
Turkmenistan ·
Turkije ·
Verenigde Arabische Emiraten ·
Vietnam ·
Wales ·
Wit-Rusland ·
Zuid-Korea ·
Zweden